# Eccellenza Veneto
La Eccellenza Veneto es una de las divisiones regionales que conforman la Eccellenza, la quinta categoría de fútbol de Italia y participan los equipos de la región de Veneto.
Está compuesta por 32 equipos divididos en dos grupos, en donde el ganador de cada grupo logra el ascenso a la Serie D, los segundos de cada grupo juegan un playoff de ascenso y los dos peores equipos de cada grupo descienden a la Promozione.

## Ediciones anteriores

### Grupo A
- 1991–92: Contarina
- 1992–93: Donada
- 1993–94: Luparense
- 1994–95: Lendinarese
- 1995–96: Giorgianna
- 1996–97: Bassano Virtus
- 1997–98: Montecchio Maggiore
- 1998–99: Chioggia Sottomarina
- 1999–2000: Tezze sul Brenta[n 1]
- 2000–01: Cologna Veneta
- 2001–02: Lonigo
- 2002–03: Sambonifacese
- 2003–04: Union Vigontina
- 2004–05: Este
- 2005–06: Virtus Verona
- 2006–07: Domegliara
- 2007–08: Somma
- 2008–09: Villafranca
- 2009–10: Legnago Salus
- 2010–11: Sarego
- 2011–12: Trissino
- 2012–13: Marano
- 2013–14: Villafranca
- 2014–15: Campodarsego
- 2015–16: Adriese
- 2016–17: Ambrosiana
- 2017–18: Cartigliano
- 2018–19: Vigasio
- 2019–20: Sona

### Grupo B
- 1991–92: Miranese
- 1992–93: Montebelluna
- 1993–94: Schio
- 1994–95: Mestre
- 1995–96: Portogruaro
- 1996–97: Martellago
- 1997–98: Portogruaro
- 1998–99: La Marenese[n 2]
- 1999–2000: Bessica[n 3]
- 2000–01: Cordignano
- 2001–02: Conegliano Calcio
- 2002–03: Gemeaz Cusin San Polo
- 2003–04: Montebelluna
- 2004–05: Eurocalcio
- 2005–06: Union Quinto
- 2006–07: San Donà
- 2007–08: Sagittaria Julia
- 2008–09: Adriese
- 2009–10: Opitergina
- 2010–11: Delta
- 2011–12: Clodiense
- 2012–13: Vittorio Veneto
- 2013–14: Union Pro Mogliano
- 2014–15: Calvi Noale
- 2015–16: Pievigina
- 2016–17: Liventina
- 2017–18: Sandonà
- 2018–19: Luparense
- 2019–20: San Giorgio Sedico